# Enköpings pastorat
Enköpings pastorat är ett pastorat i Upplands västra kontrakt i Uppsala stift i Enköpings kommun i Uppsala län. 

## Administrativ historik
Pastoratet var till 2014 ett eget pastorat för Enköpings församling.
Samtidigt fanns före 2014 Enköpings kyrkliga samfällighet en kyrklig samfällighet som förutom detta pastorat även omfattade Veckholms, Villberga och Tillinge pastorat. 
År 2014 ombildades samfälligheten till ett nytt Enköpings pastorat.
Pastoratet bestod sedan 2014 av följande församlingar:
- Enköpings församling
- Veckholms församling
- Boglösa församling
- Tillinge och Södra Åsunda församling
- Sparrsätra-Breds församling
- Villberga församling

År 2022 tillfördes Fjärdhundra församling.
Pastoratskod är 010911.